# FN AP 32ZA
AP 32ZA – belgijski granat nasadkowy produkowany przez firmę Fabrique Nationale de Herstal. Udoskonalona wersja granatu FN AP 32Z.
Granat AP 32ZA może być miotany przy pomocy dowolnego karabinu z urządzeniem wylotowym o średnicy 22 mm, przy pomocy dołączonych do granatu naboi miotających (do granatu dołączone są dwa naboje, jeden do ognia pośredniego, drugi bezpośredniego). Prędkość początkowa granatu jest równa 72 m/s lub 90 m/s (zależnie od zastosowanego naboju). Zasięg maksymalny dla celów powierzchniowych wynosi 600 m (ogień pośredni), zaś dla celów punktowych 150 m (ogień bezpośredni). Granat ma głowicę kumulacyjną mogącą przebić pancerz o grubości do 80 mm, a korpus granatu zawiera prefabrykowane odłamki o średnicy 3,2 mm rażące w promieniu do 20 m.